# Ђурђа Тешић
Ђурђа Тешић (Београд, 4. мај 1977) српски је позоришни редитељ.

## Биографија
Дипломирала је позоришну и радио режију на Факултету драмских уметности.
За представу Господар мува је 2010. године добила Специјалну награду за нове позоришне тенденције на међународном ТИБА фестивалу.

## Театрографија
- Опера за три гроша, 21.12.1998, Београд, Атеље 212
- Црта, 17.12.2000, Београд, Битеф театар
- Бура, 10.08.2001, Будва, Град театар
- Казанова, 12.02.2002, Нови Сад, Српско народно позориште
- Црно млеко, 06.07.2003, Београд, Народно позориште у Београду
- ЕВЕРYМАН/СВАКО, 13.12.2003, Београд, Атеље 212
- Разнесени, 20.02.2005, Београд, Београдско драмско позориште
- Момо, 23.10.2005, Београд, Мало позориште 'Душко Радовић'
- Дом Бернарде Албе, 29.11.2005, Бања Лука, Народно позориште Републике Српске
- Чекајући Годоа, 23.05.2006, Београд, Атеље 212
- Млеко, 09.06.2008, Београд, Београдско драмско позориште
- Базен (без воде), 22.02.2009, Београд, Народно позориште
- Господар мува, 01.11.2009, Београд, Позориште 'Бошко Буха'
- Државни службеници, 04.11.2010, Београд, Народно позориште
- Све о мојој мајци, 26.04.2011, Београд, Београдско драмско позориште
- Чудне љубави, 23.10.2011, Београд, Мало позориште 'Душко Радовић'
- Тајна Грете Гарбо, 25.02.2012, Београд, Мадленијанум
- Огвожђена, 15.03.2013, Београд, Народно позориште
- Успаванка за Вука ничијег, 09.07.2013, Београд, Народно позориште
- Славна Флоренс, 03.04.2014, Београд, Атеље 212
- Сан летње ноћи, 05.11.2014, Београд, Позориште 'Бошко Буха'
- Звездарски витез, 19.03.2016, Београд, Позориште 'Бошко Буха'
- Мизантроп, 24.03.2017, Суботица, Народно позориште
- Мој деда је аут, 28.04.2017, Београд, Београдско драмско позориште
- Улица усамљених аутомобила, 11.03.2018, Ниш, Народно позориште
- Коњски зубић у нашег цара, 15.12.2018, Сомбор, Народно позориште
- Овај ће бити другачији, 17.03.2019, Београд, Атеље 212
- Покондирена тиква, 14.02.2020, Вршац, Народно позориште 'Стерија'